# 林英劼
林英劼（生于1983年）是The Assembly Place的创始人兼CEO。

## 早年生活
林英劼于1983年在新加坡出生。他在一个中等收入家庭长大。 他的父亲是一名房地产经理，母亲是家庭主妇。
他曾就读爱同小学和国专长老会中学。后来他进入义顺初级学院，在那里他代表学院参加橄榄球比赛。2005年，他开始在伦敦大学学习，并获得了工商管理学士学位。
中学时期，他积极参与少年旅（第五连），并在中学早期成为一名基督徒。

## 职业生涯
在进入房地产行业之前，林英劼是一名嘻哈舞者和教练。他投资了两所舞蹈学校：Distinct Creative Arts和One Dance Asia。
服兵役期间，林英劼在突击队/特种部队服役。
2012年，林英劼加入莱坊担任项目营销主管。 2014年，他晋升为董事，在此期间，他与房地产开发商建立了关系并推出了约35个项目。 2015年，他转到开发商一方，在新加坡房地产开发公司永泰控股担任市场销售总经理。
从2016年到2021年，他担任合力控股有限公司的市场销售总监，在新加坡、伦敦、马来西亚和柬埔寨推出了多个项目。在此期间，他在Eric Low的指导下工作。
2019年5月，林英劼创立了The Assembly Place，一个在新加坡的共享居住品牌。 公司最初只有六间房，现已发展到提供约2000个房间。 2023年12月，The Assembly Place及其合资伙伴TS集团成功中标新加坡卫生部控股的，将安置1700多名外国医护人员的项目。同月，该公司还赢得了实宁中心的管理合同，该中心是一个集餐饮、零售和90间服务式公寓于一体的综合开发项目，预计于2025年第二季度开放。
在他的领导下，The Assembly Place连续三年（2021年、2022年、2023年）荣获亚洲房地产大奖“最佳共享居住运营商”奖。
2023年，林英劼在PropertyGuru亚洲房地产大奖（新加坡）中获得“新星奖”。

## 其他职务
林英劼还担任新加坡国家艺术理事会下属的公共公司Art House Limited的董事会成员， 并且是新加坡田径总会的董事会成员。 他还是国家艺术理事会咨询小组成员，负责指导亚米尼亚街45号（已被指定为艺术空间）的设计和执行。

## 个人生活
林英劼与一位在新加坡国立大学担任职业顾问的女士结婚，育有一子。一家人住在汤姆森地区的一栋永久产权房屋里。
林英劼是一位狂热的运动员，完成了多项全球耐力赛。他的一些成就包括：铁人三项70.3 Geelong（2015年）、越南山地马拉松70公里（2015年）、乐施毅行者香港100公里（2016年）、福尔摩沙越野赛台湾75公里（2019年）、大屿山70公里香港（2024年）。